# 孫維楨
孫維楨（？年—？年），字堯年，江蘇通州直隸州人，嘉慶十八年（1813年）癸酉科副榜考取八旗教習，道光十二年（1832年）署四川高縣知縣。道光十五年（1835年）署任雲陽縣知縣。道光二十一年（1841年）署四川鄰水縣知縣。厯署蒼溪縣、廣元縣等縣，道光壬辰科內收掌官